# Banana Kong
Banana Kong е видеоигра, разработена от FDG Entertainment за Android и iOS. Играта е издадена на 24 януари 2013 г.

## Описание на играта
В Banana Kong играчът контролира горила, която събира банани. Целта е да измине колкото се може, по-голямо разстояние, като се избягват всички препятствия или настигането на горилата от вълната от бананови кори. С увеличаването на разстоянието се увеличава и скоростта, с която играчът се придвижва. В края събраните банани могат да се използват за закупуване на подобрения. Има и мисии, които играчите могат да изпълняват. Основната игрова зона е джунглата, но има и други игрови зони, включително пещера, океан, плаж и върхове на дървета, които могат да бъдат достъпни в различни точки на играта. Всяка зона има специфичен „домашен любимец“, който помага на играча: тукан, глиган, костенурка, змия и жираф.

## Отзиви
Към 2018 г. приложението е изтеглено от над 100 милиона потребители и има средна оценка от 4,4 звезди от 5 в Google Play Store.
Banana Kong получава като цяло положителни отзиви от критиците, но някои не я намират за нещо по-особено от съществуващите подобни видеоигри.

## Продължение
Продължението, Banana Kong 2, е пуснато на 12 юли 2022 г. То има подобрена графика и включва повече карти и герои.

## Външни връзки
- Официален сайт
- Официален YouTube канал